# Білогорілка
Білогорі́лка — село в Україні, у Лохвицькій міській громаді Миргородського району Полтавської області. Населення становить 517 осіб. Колишній орган місцевого самоврядування — Білогорільська сільська рада у підпорядкуванні якої також були села Воля та Ручки.

## Географія
Село Білогорілка знаходиться на правому березі річки Сула. вище за течією на відстані 6 км розташоване село Гудими, нижче за течією на відстані 1,5 км розташоване село Ручки, на протилежному березі — село Голінка. Річка в цьому місці звивиста, утворює лимани, стариці та заболочені озера. У 12 томі Материалов к оценке земель Полтавской губернии відмічено: «В 2 ½ верстах на запад от с. Андреяшевки находится с. Гудимы, окруженное со всех сторон болотами и старицами. Вся местность к югу от этого села вплоть до с. Белогорелки представляет сплошное почти непроходимое болото, и только по второй терасе [р. Сула] можно проехать из одного села в другое… У с. Белогорелки вторая терраса достигает наибольшей высоты и занята сдесь песками которые уже задерновались и превращены в культурные почвы».

## Історія

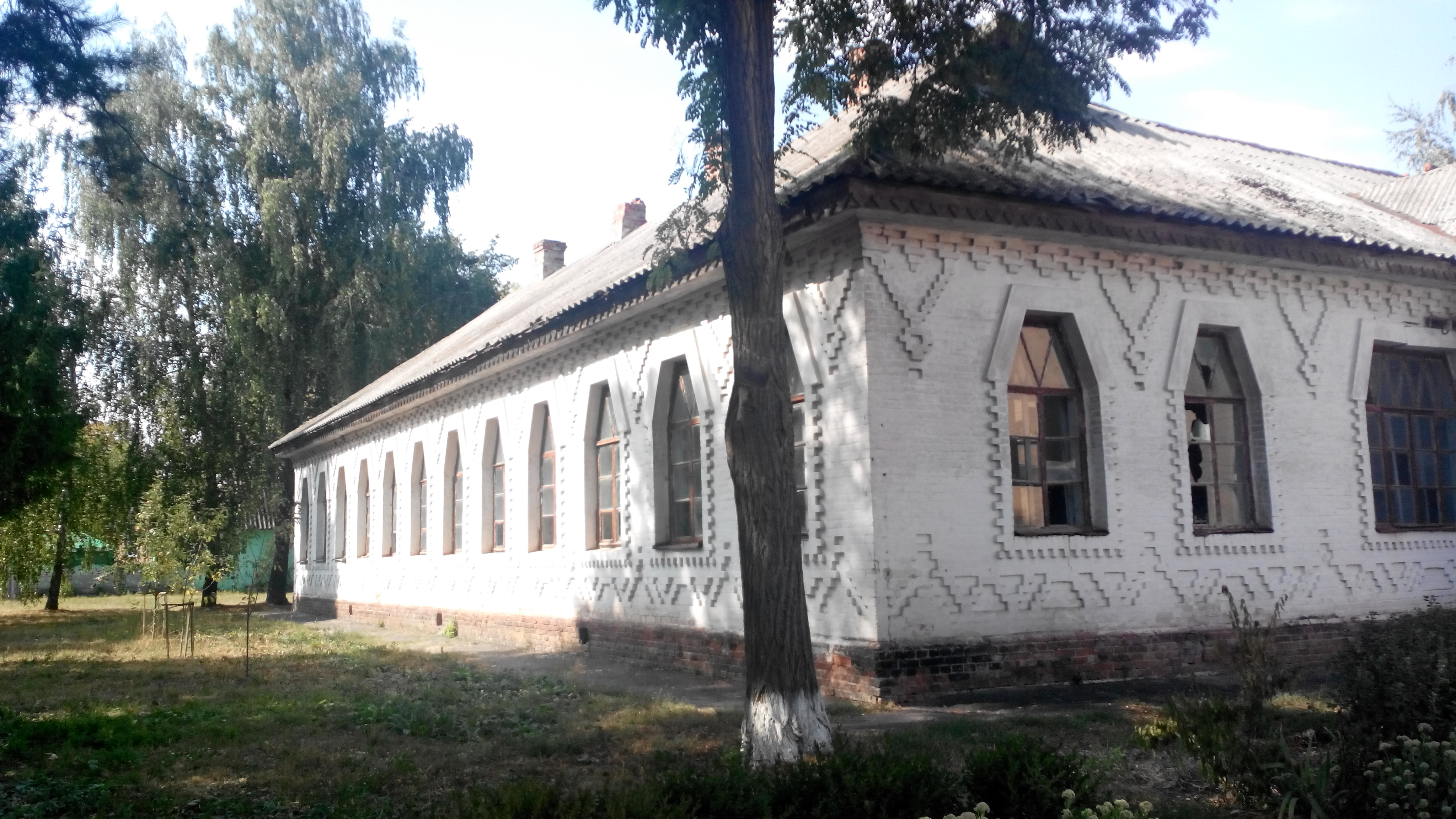
Школа земська трикомплектна, село Білогорілка

Найдавнішим джерелом, що фіксує село Білогорілка є карта Київського воєводства Г. Л. де Боплана 1650 р. Тут вона показана позначкою pagus — село. До цього, у XVI ст., ці землі відходять до Черкасько-Путивльського прикордоння. На півночі Черкаського повіту розтащовувалися землі церковних уходів, що відмічає П. Клепатський. На початку 1590-х рр. отаман Агій, шукаючи між Сулою і Хоролом черкасів, що ходять в московську землю «на бортні урожаї», у цій місцевості придибав отамана Холошу на Рополоті (Артополоті), а на Сулі коло Нятинь перевозу погромив якусь іншу черкаську ватагу.
У 1648 р. в ході Національно-визвольної війни під проводом Богдана Хмельницького Білогорілка входить до Лохвицької сотні Лубенського полку. Вже 16 жовтня 1649 р., за Зборівською угодою, сотня відходить до Миргородського полку. В Лохвицькій сотні на цей час 302 козаки.
1658 року Лохвицька сотня, і Білогорілка у її складі повертається до Лубенського полку.
У 1665 р. - Лохвиця і Ромни разом із волостями були опреділені на утримання «войсковой арматы», Білогорільські обивателі фіксуються у матеріалах Лохвицької ратушної книги в 1653,1665, 1674 рр.
1709 року Білогорілка ратушне село. В цей час 13 дворів у Білогорілці (посполитые тяглые безкгрунтовые — 4, убогие пешие бобыли — 9), за універсалом лубенського полковника Маркевича, належать бунчуковому товаришу лохвицької сотні Андріяшу Волошину, а на 1729 р. переходять до його сина Михайла.
На 1732 р. у Білогорільці мешкає 87 козаків Лохвицької сотні, 6 посполитих, піп Михайлівської церкви Іоаким Омелянович, вікарій Максим Леонтієв, дяк Софроній Ільченко, паламар Іродіон Бойко.
У 1760 році Білогорілку передано передано до Янишпільської сотні де вона перебуватиме до скасування полкового устрою в 1782 р. Посаду сотника обіймає Іван Сич. Відстань від Білогорілки до Янишпільського сотенного правління — 18 верст.
Під помилковою назвою Білі горинки згадується в Гереральному описі Малоросії 1765—1769 рр.
1781 — відноситься до Лохвицького повіту Чернігівського намісництва, 1796 — до Малоросійської губернії, у 1802 році входить до новоствореної Полтавської губернії.
У 1801 році в Білогорілці 543 оподатковані мешканці чоловічої статі. 1859 року в с. Білогорілка за переписом 282 двори, 1071 мешканців.
1910—327 дворів, 2060 мешканців. Козацьких господарств значилось 314. У селі було 33 вітряки, 3 кузні, З олійниці, церква і 3-класна церковнопарафіяльна школа, де працювали 2 вчителі. Письменних — 375 чоловіків і 74 жінки.
У часи Радянського Союзу у Білогорільці мешкало 1040 осіб. Був розташований колгосп ім. Куйбишева, який мав 4178 га землі, електростанцію, пилораму, механічні майстерні. За успіхи в розвитку тваринництва колгосп був відзначений нагородою Міністерства сільського господарства УРСР.[джерело?]
12 червня 2020 року, відповідно до розпорядження Кабінету Міністрів України № 721-р «Про визначення адміністративних центрів та затвердження територій територіальних громад Полтавської області», село увійшло до складу Лохвицької міської громади.
19 липня 2020 року, в результаті адміністративно - територіальної реформи та ліквідації Лохвицького району, село увійшло до складу новоутвореного Миргородського району Полтавської області.

## Пам'ятні місця

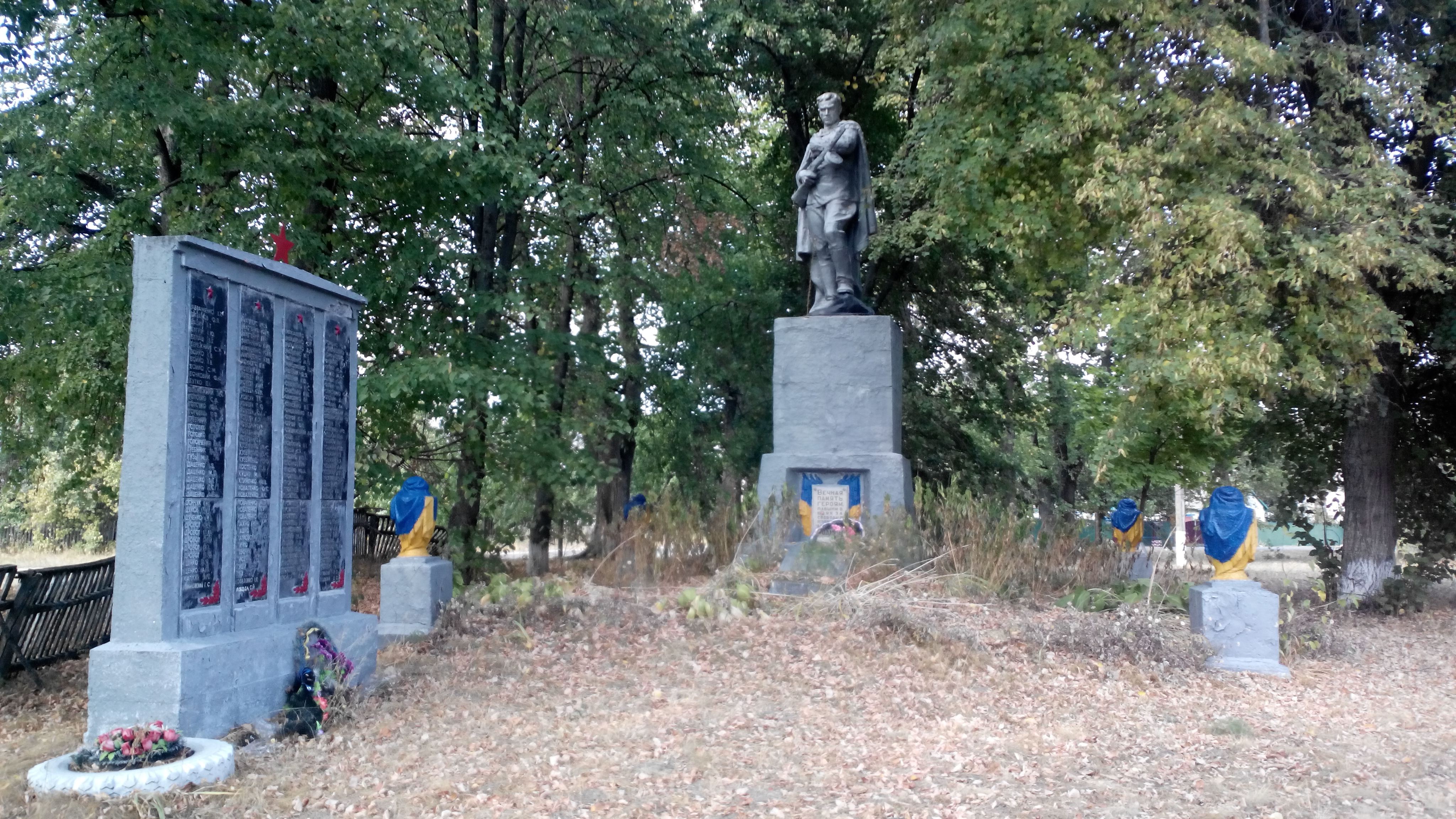
Братська могила радянських воїнів у Білогорілці

- Пам'ятник козаку Сулану. Скульптор Ю. І. Юрченко. 2016 р. Встановлений на постаменті де до цього стояло погруддя В. В. Куйбишева встановлене в кінці 1960-х років майстром із села Білогорілки Іваном Юрченком та Миколою Шишем.
- Братська могила 15 військовослужбовців (з них 3 невідомі) що загинули у 1941, 1942 та 1943 роках. На південь від сільського клубу. Пам'ятник-скульптура радянського воїна у літній формі, з автоматом у правій руці. Споруджений у 1957 р. Поруч стела із прізвищами загиблих односельчан.Братська могила радянських воїнів у Білогорілці

## Економіка
- Молочно-товарна та птахо-товарна ферми.
- ПП АФ «ВОЛЯ».

## Об'єкти соціальної сфери
- Будинок культури на 500 місць
- Дитячий садок «Барвінок».
- Дев'ятирічна загальноосвітня школа І-ІІ ступенів. Знаходиться в земській школі збудованій за проектом О. Г. Сластіона (пам'ятка на обліку не перебуває).
- Бібліотека.

## Відомі люди
Уродженцем села є Плюйко Полікарп Порфирович (літературний псевдонім Поль Половецький) — український поет, письменник, математик та діяч діаспори.
Колесников Георгій Карпович — священнослужитель Михайлівської церкви. Народився в 1843 р. в с. Лука Лохвицького повіту. Виходець із священицької родини. Закінчив Полтавську духовну семінарію (1867). У 1869 рукопокладений у сан священика Михайлівської церкви с. Білогорілка Лохвицького повіту. З 1872 — законовчитель у місцевій школі. Улаштував новий жертвеник, іконостас, створив горнє місце у парафіяльній церкві. Член благочинної ради, православного місіонерського товариства, православного Свято Макаріївського братства. Нагороджений набедреником (1880), фіолетовою скуфією (1896), камилавкою (1900), наперсним хрестом (1909), орденом св. Анни 3 ст. Помер 13 лютого 1910 р. Похований на церковному погості (нині територія сільського клубу).